# Élections régionales de 2015 à Fès-Meknès

Carte de la région.

Les élections régionales à Fès-Meknès se déroulent le 4 septembre 2015.

## Résultats

### Global
|                          | Driss El Azami El Idrissi | PJD                      | 240 593   | 25,29 | 22 |  |  |
|                          | M'Feddal Tahri            | PI                       | 172 159   | 18,10 | 15 |  |  |
|                          | Mohamed El-Hejira         | PAM                      | 117 114   | 12,31 | 9  |  |  |
|                          | Hamid Kouskous            | MP                       | 105 726   | 11,11 | 9  |  |  |
|                          | Lehcen El Aouani          | RNI                      | 112 858   | 11,86 | 6  |  |  |
|                          | Ahmed Gouitaa             | USFP                     | 78 836    | 8,29  | 5  |  |  |
|                          | Mohamed L'Hanaoui         | PPS                      | 58 477    | 6,15  | 1  |  |  |
|                          | Driss Kachal              | UC                       | 18 252    | 1,92  | 2  |  |  |
|                          |                           |                          |           |       |    |  |  |
| Total                    | Total                     | Total                    | 1 648 430 | 100   | 69 |  |  |
| Abstentions              | Abstentions               | Abstentions              | 899 315   | 41,86 |    |  |  |
| Inscrits / Participation | Inscrits / Participation  | Inscrits / Participation | 951 309   | 57,71 |    |  |  |

### Par préfecture et province

#### Boulemane
| Parti       | Parti                                         | Suffrage | Suffrage | Sièges | Sièges |
| Parti       | Parti                                         | #        | %        | #      | %      |
| ----------- | --------------------------------------------- | -------- | -------- | ------ | ------ |
|             | Parti authenticité et modernité (PAM)         | 14 275   | 22,85    | 2      | 40,00  |
|             | Mouvement populaire (MP)                      | 14 145   | 22,64    | 2      | 40,00  |
|             | Parti de la justice et du développement (PJD) | 9 591    | 15,35    | 1      | 20,00  |
|             | Parti de l'Istiqlal (PI)                      | 8 566    | 13,71    |        |        |
|             | Rassemblement national des indépendants (RNI) | 6 604    | 10,57    |        |        |
|             | Fédération de la gauche démocratique (FGD)    | 4 183    | 6,70     |        |        |
|             | Parti du progrès et du socialisme (PPS)       | 2 350    | 3,76     |        |        |
|             | Union socialiste des forces populaires (USFP) | 1 890    | 3,03     |        |        |
|             | Parti des Néo-Démocrates (PND)                | 542      | 0,87     |        |        |
|             | Parti du renouveau et de l'équité (PRE)       | 322      | 0,51     |        |        |
|             |                                               |          |          |        |        |
| Inscrits    | Inscrits                                      | 87 835   | 100,00   |        |        |
| Abstentions | Abstentions                                   | 25 367   | 28,88    |        |        |
| Exprimés    | Exprimés                                      | 62 468   | 71,12    |        |        |

#### El Hajeb
| Parti       | Parti                                         | Suffrage | Suffrage | Sièges | Sièges |
| Parti       | Parti                                         | #        | %        | #      | %      |
| ----------- | --------------------------------------------- | -------- | -------- | ------ | ------ |
|             | Parti de la justice et du développement (PJD) | 17 858   | 23,96    | 2      | 40,00  |
|             | Parti de l'Istiqlal (PI)                      | 14 719   | 19,75    | 2      | 40,00  |
|             | Parti authenticité et modernité (PAM)         | 10 086   | 13,53    | 1      | 20,00  |
|             | Union socialiste des forces populaires (USFP) | 8 455    | 11,34    |        |        |
|             | Rassemblement national des indépendants (RNI) | 7 739    | 10,38    |        |        |
|             | Mouvement populaire (MP)                      | 7 405    | 9,93     |        |        |
|             | Parti du progrès et du socialisme (PPS)       | 5 013    | 6,73     |        |        |
|             | Fédération de la gauche démocratique (FGD)    | 2 020    | 2,71     |        |        |
|             | Union constitutionnelle (UC)                  | 958      | 1,28     |        |        |
|             | Parti Al Ahd Addimocrati (AHD)                | 281      | 0,38     |        |        |
|             |                                               |          |          |        |        |
| Inscrits    | Inscrits                                      | 106 614  | 100,00   |        |        |
| Abstentions | Abstentions                                   | 32 080   | 30,09    |        |        |
| Exprimés    | Exprimés                                      | 74 534   | 69,91    |        |        |

#### Fès
| Parti       | Parti                                         | Suffrage | Suffrage | Sièges | Sièges |
| Parti       | Parti                                         | #        | %        | #      | %      |
| ----------- | --------------------------------------------- | -------- | -------- | ------ | ------ |
|             | Parti de la justice et du développement (PJD) | 96 540   | 61,18    | 9      | 75,00  |
|             | Parti de l'Istiqlal (PI)                      | 24 517   | 15,54    | 2      | 16,66  |
|             | Rassemblement national des indépendants (RNI) | 11 967   | 7,58     | 1      | 8,33   |
|             | Parti authenticité et modernité (PAM)         | 5 348    | 3,41     |        |        |
|             | Parti du progrès et du socialisme (PPS)       | 4 755    | 3,01     |        |        |
|             | Union socialiste des forces populaires (USFP) | 4 042    | 2,56     |        |        |
|             | Mouvement populaire (MP)                      | 3 708    | 2,35     |        |        |
|             | Front des forces démocratiques (FFD)          | 3 190    | 2,02     |        |        |
|             | Union constitutionnelle (UC)                  | 1 594    | 1,01     |        |        |
|             | Fédération de la gauche démocratique (FGD)    | 1 145    | 0,73     |        |        |
|             | Mouvement démocratique et social (MDS)        | 956      | 0,61     |        |        |
|             |                                               |          |          |        |        |
| Inscrits    | Inscrits                                      | 362 837  | 100,00   |        |        |
| Abstentions | Abstentions                                   | 205 039  | 56,51    |        |        |
| Exprimés    | Exprimés                                      | 157 798  | 43,49    |        |        |

#### Ifrane
| Parti       | Parti                                         | Suffrage | Suffrage | Sièges | Sièges |
| Parti       | Parti                                         | #        | %        | #      | %      |
| ----------- | --------------------------------------------- | -------- | -------- | ------ | ------ |
|             | Mouvement populaire (MP)                      | 9 406    | 19,06    | 2      | 40,00  |
|             | Parti de l'Istiqlal (PI)                      | 9 064    | 18,37    | 2      | 40,00  |
|             | Rassemblement national des indépendants (RNI) | 8 581    | 17,39    | 1      | 20,00  |
|             | Parti de la justice et du développement (PJD) | 7 846    | 15,90    |        |        |
|             | Parti authenticité et modernité (PAM)         | 4 988    | 10,11    |        |        |
|             | Parti du progrès et du socialisme (PPS)       | 4 899    | 9,93     |        |        |
|             | Union socialiste des forces populaires (USFP) | 3 762    | 7,62     |        |        |
|             | Union constitutionnelle (UC)                  | 792      | 1,60     |        |        |
|             |                                               |          |          |        |        |
| Inscrits    | Inscrits                                      | 74 540   | 100,00   |        |        |
| Abstentions | Abstentions                                   | 25 202   | 33,81    |        |        |
| Exprimés    | Exprimés                                      | 49 338   | 66,19    |        |        |

#### Meknès
| Parti       | Parti                                                       | Suffrage | Suffrage | Sièges | Sièges |
| Parti       | Parti                                                       | #        | %        | #      | %      |
| ----------- | ----------------------------------------------------------- | -------- | -------- | ------ | ------ |
|             | Parti de la justice et du développement (PJD)               | 41 117   | 29,24    | 4      | 30,77  |
|             | Parti de l'Istiqlal (PI)                                    | 21 107   | 15,01    | 2      | 15,38  |
|             | Mouvement populaire (MP)                                    | 19 801   | 14,08    | 2      | 15,38  |
|             | Union constitutionnelle (UC)                                | 14 310   | 10,18    | 2      | 15,38  |
|             | Rassemblement national des indépendants (RNI)               | 12 127   | 8,62     | 2      | 15,38  |
|             | Parti authenticité et modernité (PAM)                       | 8 965    | 6,38     | 1      | 7,69   |
|             | Parti du progrès et du socialisme (PPS)                     | 6 565    | 4,67     |        |        |
|             | Union socialiste des forces populaires (USFP)               | 5 494    | 3,91     |        |        |
|             | Fédération de la gauche démocratique (FGD)                  | 2 709    | 1,93     |        |        |
|             | Parti de l'environnement et du développement durable (PEDD) | 2 185    | 1,55     |        |        |
|             | Mouvement démocratique et social (MDS)                      | 1 579    | 1,12     |        |        |
|             | Front des forces démocratiques (FFD)                        | 1 181    | 0,84     |        |        |
|             | Parti de l'unité et de la démocratie (PUD)                  | 1 025    | 0,73     |        |        |
|             | Parti de la réforme et du développement (PRD)               | 938      | 0,67     |        |        |
|             | Parti démocratique de l'indépendance (PDI)                  | 509      | 0,36     |        |        |
|             | Parti de l'Espoir (PE)                                      | 491      | 0,35     |        |        |
|             | Parti travailliste (PT)                                     | 371      | 0,26     |        |        |
|             | Parti des Néo-Démocrates (PND)                              | 132      | 0,09     |        |        |
|             |                                                             |          |          |        |        |
| Inscrits    | Inscrits                                                    | 312 388  | 100,00   |        |        |
| Abstentions | Abstentions                                                 | 171 782  | 54,99    |        |        |
| Exprimés    | Exprimés                                                    | 140 606  | 45,01    |        |        |

#### Moulay Yaâcoub
| Parti       | Parti                                         | Suffrage | Suffrage | Sièges | Sièges |
| Parti       | Parti                                         | #        | %        | #      | %      |
| ----------- | --------------------------------------------- | -------- | -------- | ------ | ------ |
|             | Parti de l'Istiqlal (PI)                      | 13 900   | 9,89     | 2      | 40,00  |
|             | Parti de la justice et du développement (PJD) | 12 131   | 8,63     | 2      | 40,00  |
|             | Parti authenticité et modernité (PAM)         | 11 328   | 8,06     | 1      | 20,00  |
|             | Mouvement populaire (MP)                      | 4 818    | 3,43     |        |        |
|             | Rassemblement national des indépendants (RNI) | 3 594    | 2,56     |        |        |
|             | Front des forces démocratiques (FFD)          | 2 158    | 1,53     |        |        |
|             | Union constitutionnelle (UC)                  | 234      | 0,17     |        |        |
|             | Parti de la réforme et du développement (PRD) | 72       | 0,05     |        |        |
|             | Parti du renouveau et de l'équité (PRE)       | 66       | 0,05     |        |        |
|             |                                               |          |          |        |        |
| Inscrits    | Inscrits                                      | 64 651   | 100,00   |        |        |
| Abstentions | Abstentions                                   | 16 350   | 25,29    |        |        |
| Exprimés    | Exprimés                                      | 48 301   | 74,71    |        |        |

#### Séfrou
| Parti       | Parti                                         | Suffrage | Suffrage | Sièges | Sièges |
| Parti       | Parti                                         | #        | %        | #      | %      |
| ----------- | --------------------------------------------- | -------- | -------- | ------ | ------ |
|             | Union socialiste des forces populaires (USFP) | 16 918   | 20,19    | 2      | 33,33  |
|             | Mouvement populaire (MP)                      | 15 669   | 18,70    | 2      | 33,33  |
|             | Parti de la justice et du développement (PJD) | 14 088   | 16,81    | 1      | 16,66  |
|             | Parti de l'Istiqlal (PI)                      | 13 212   | 15,77    | 1      | 16,66  |
|             | Parti authenticité et modernité (PAM)         | 11 386   | 13,59    |        |        |
|             | Rassemblement national des indépendants (RNI) | 5 593    | 6,67     |        |        |
|             | Parti du progrès et du socialisme (PPS)       | 3 240    | 3,87     |        |        |
|             | Fédération de la gauche démocratique (FGD)    | 1 779    | 2,12     |        |        |
|             | Parti Al Ahd Addimocrati (AHD)                | 1 052    | 1,25     |        |        |
|             | Parti de l'unité et de la démocratie (PUD)    | 490      | 0,58     |        |        |
|             | Union constitutionnelle (UC)                  | 364      | 0,43     |        |        |
|             |                                               |          |          |        |        |
| Inscrits    | Inscrits                                      | 129 828  | 100,00   |        |        |
| Abstentions | Abstentions                                   | 46 037   | 35,46    |        |        |
| Exprimés    | Exprimés                                      | 83 791   | 64,54    |        |        |

#### Taounate
| Parti       | Parti                                         | Suffrage | Suffrage | Sièges | Sièges |
| Parti       | Parti                                         | #        | %        | #      | %      |
| ----------- | --------------------------------------------- | -------- | -------- | ------ | ------ |
|             | Parti de l'Istiqlal (PI)                      | 44 964   | 53,66    | 2      | 20,00  |
|             | Rassemblement national des indépendants (RNI) | 37 629   | 44,91    | 2      | 20,00  |
|             | Parti authenticité et modernité (PAM)         | 25 502   | 30,43    | 2      | 20,00  |
|             | Union socialiste des forces populaires (USFP) | 23 404   | 27,93    | 2      | 20,00  |
|             | Parti du progrès et du socialisme (PPS)       | 21 325   | 25,45    | 1      | 10,00  |
|             | Parti de la justice et du développement (PJD) | 18 079   | 21,58    | 1      | 10,00  |
|             | Mouvement populaire (MP)                      | 10 167   | 12,13    |        |        |
|             | Front des forces démocratiques (FFD)          | 3 812    | 4,55     |        |        |
|             | Parti de l'unité et de la démocratie (PUD)    | 426      | 0,51     |        |        |
|             |                                               |          |          |        |        |
| Inscrits    | Inscrits                                      | 259 245  | 100,00   |        |        |
| Abstentions | Abstentions                                   | 73 937   | 28,52    |        |        |
| Exprimés    | Exprimés                                      | 185 308  | 71,48    |        |        |

#### Taza
| Parti       | Parti                                         | Suffrage | Suffrage | Sièges | Sièges |
| Parti       | Parti                                         | #        | %        | #      | %      |
| ----------- | --------------------------------------------- | -------- | -------- | ------ | ------ |
|             | Parti authenticité et modernité (PAM)         | 25 200   | 30,07    | 2      | 22,22  |
|             | Parti de la justice et du développement (PJD) | 23 343   | 27,86    | 2      | 22,22  |
|             | Parti de l'Istiqlal (PI)                      | 22 110   | 26,39    | 2      | 22,22  |
|             | Mouvement populaire (MP)                      | 20 607   | 24,59    | 1      | 11,11  |
|             | Rassemblement national des indépendants (RNI) | 19 024   | 22,70    | 1      | 11,11  |
|             | Union socialiste des forces populaires (USFP) | 14 871   | 17,75    | 1      | 11,11  |
|             | Parti du progrès et du socialisme (PPS)       | 10 330   | 12,33    |        |        |
|             | Parti de l'unité et de la démocratie (PUD)    | 6 433    | 7,68     |        |        |
|             | Front des forces démocratiques (FFD)          | 4 645    | 5,54     |        |        |
|             | Parti de la renaissance (PAN)                 | 1 430    | 1,71     |        |        |
|             | Fédération de la gauche démocratique (FGD)    | 818      | 0,98     |        |        |
|             | Parti de la société démocratique (PSD)        | 354      | 0,42     |        |        |
|             |                                               |          |          |        |        |
| Inscrits    | Inscrits                                      | 247 700  | 100,00   |        |        |
| Abstentions | Abstentions                                   | 98 535   | 39,78    |        |        |
| Exprimés    | Exprimés                                      | 149 165  | 60,22    |        |        |

### Répartition des sièges
| Parti | Parti | Ifrane | El Hajeb | Boulemane | Taza | Taounate | Sefrou | Fès | Meknès | Moulay Yaâcoub | Total |
| ----- | ----- | ------ | -------- | --------- | ---- | -------- | ------ | --- | ------ | -------------- | ----- |
|       | PJD   |        | 2        | 1         | 2    | 1        | 1      | 9   | 4      | 2              | 22    |
|       | PI    | 2      | 2        | 2         | 2    | 2        | 1      | 2   | 2      | 2              | 15    |
|       | PAM   |        | 1        | 2         | 2    | 2        |        |     | 1      | 1              | 9     |
|       | MP    | 2      |          |           | 1    |          | 2      |     | 2      |                | 9     |
|       | RNI   | 1      |          |           | 1    | 2        |        | 1   | 1      |                | 6     |
|       | USFP  |        |          |           | 1    | 2        | 2      |     |        |                | 5     |
|       | UC    |        |          |           |      |          |        |     | 2      |                | 2     |
|       | PPS   |        |          |           |      | 1        |        |     |        |                | 1     |